# Grønlandske kateketer
|  | Sammenskrivningsforslag Artiklen Grønlandske kateketer er foreslået føjet ind i Kateket. (Siden marts 2025) Diskutér forslaget |

Grønlandske kateketer var i kolonitiden og i nutiden lærere. Kateket-institutionen eksisterer stadig i Grønland med læreruddannede kateketer, der nu ofte tillige er præster.

## Historie
I kolonitiden var en kateker hjælpelærer for en præst eller en missionær. De kunne også fungere som stedfortræder på de steder hvor der ikke var en missionær eller en præst. Kateketerne var et mellemled mellem koloniherrerne og befolkningen.
Fra omkring 1800 var alle kateketer grønlandske og fra 1847 kunne de tage en 6-årig uddannelse på kateketseminarierne i Nuuk og Ilulissat (1846-1907). Kateketernes vigtigste arbejde var at undervise i læsning, skrivning, bibelske tekster og bibelhistorie. Indtil omkring 1950 blev den grønlandske skole drevet af missionen med kateketere som lærere. Kateketerne skulle føre dagbøger på dansk om deres arbejde og særlige begivenheder i de bygder eller bopladser hvor de boede og arbejdede.
Undervisningen foregik gerne i kateketens egen bolig, men kunne også foregå i et skolelokale, eller i en skolebygning. Han kunne også fungere som praktisk hjælp, oversætter og guide for præsten, når han besøgte udstederne. Efterhånden opstod der en hel samfundsgruppe af kateketfamilier, der fik rollen som mellemmænd mellem dansk og grønlandsk kultur. De danske myndigheder ønskede både at uddanne og opdrage grønlænderne og at fastholde den særegne grønlandske kultur.
I 1870'erne og 1880'erne blev et lille antal kateketer udnævnt til at være en slags stedfortrædere for præsterne (overkateketer), men det blev først lovligt at uddanne præster fra Grønland i 1905.

## Ekstern henvisning
- www.grundtvigskforum.dk

1. ↑  Anne-Sofie Ringling (3. oktober 2024). "kateket". Den Store Danske (lex.dk online udgave).
2. ↑  Missionærer og kateketer – embedsdagbøger, Grønlands Nationalmuseum & Arkiv
3. ↑  Anne Katrine Gjerløff (7. november 2012), "Kateket", Folkeskolen
4. ↑  Mikkel Ring Jørgensen; Klaus Engelbrechtsen, "Den grønlandske kirke", Silamiut - Grønlands forhistorie, ISBN 9788793181144